# Andrade El Ídolo
Manuel Alfonso Andrade Oropeza (Gómez Palacio, Durango; 3 de noviembre de 1989) es un luchador profesional mexicano. Actualmente trabaja para la empresa estadounidense WWE, donde se presenta en la marca SmackDown bajo el nombre de Andrade. Antes de su traspaso a la lucha libre estadounidense, fue conocido por su trabajo en el Consejo Mundial de Lucha Libre (CMLL) desde 2007 hasta 2015 bajo el nombre de La Sombra.
A lo largo de su carrera, ha conseguido gran cantidad de logros, ganando en 2007 el Torneo Gran Alternativa junto con Místico y consiguió ser triple campeón, ya que portó el Campeonato Nacional de Tríos Mexicano, el Campeonato Mundial Wélter de NWA y el Campeonato Mundial de Parejas del CMLL al mismo tiempo. También ganó el Campeón mundial de Tríos de la CMLL junto a Máscara Dorada y La Máscara, el Campeonato Histórico Pesos Medios de la NWA, dos veces el Campeonato Mundial Histórico Peso Wélter de NWA, el Campeonato Intercontinental de la IWGP, el Campeonato de NXT, el Campeonato de los Estados Unidos de WWE y el International Open Challenge World Championship.

## Carrera

### Consejo Mundial de Lucha Libre (2007-2015)
En el año 2007 Sombra firmó con el Consejo Mundial de Lucha Libre (CMLL), y después de mucho entrenamiento con el entrenador jefe del CMLL (El Satánico) debutó como La Sombra. La Sombra rápidamente se hizo un sitio en las filas del CMLL. La CMLL confió en La Sombra haciendo pareja con uno de los principales pilares de la empresa; Místico para su Torneo Gran Alternativa anual. La Sombra y Místico vencieron a Heavy Metal y Super Nova en la primera ronda, al Dr. Wagner, Jr. y a Máscara Púrpura en la semifinal y a Último Guerrero y Euforia en las finales ganando así el Torneo Gran Alternativa del año 2007. El mes siguiente, La Sombra se unió a El Sagrado y Volador, Jr. para derrotar a Mr. Águila, Damián 666 y Halloween, más conocidos como Los Perros del Mal, para ganar el Campeonato Nacional de Tríos.
El 27 de noviembre de 2007, La Sombra añadió el Campeonato Mundial Wélter de NWA a su colección al derrotar aHajime Ohara para ganar el título, La Sombra es el poseedor más joven de este título, con tan solo 18 años. A través del año 2008 La Sombra estuvo muy ocupado defendiendo esos títulos exitosamente mientras se establecía como una de las futuras estrellas del CMLL. El 16 de enero de 2009 La Sombra se consagró como tripe campeón al conseguir junto con Volador, Jr. el Campeonato por Parejas del CMLL al derrotar a Averno y Mephisto. La Sombra fue triple campeón solo por dos semanas, ya que el 3 de febrero de 2009 Sangre Azteca, Black Warrior y Dragón Rojo, Jr., más conocidos como Poder Mexica derrotaron a Sombra, Volador y Sagrado para así ganar el Campeonato Nacional de Tríos. El 27 de mayo de 2009 La Sombra perdió el Campeonato Mundial Wélter de NWA contra Mephisto. Sin embargo, su trabajo como equipo junto con Volador, Jr. hizo que fueran nombrados "CMLL Equipo del Año" del 2009 por los fanes del CMLL.
A principios de 2010 La Sombra comenzó una rivalidad con El Felino. La rivalidad comenzó el 2 de febrero de 2010 con un combate individual entre El Felino y La Sombra, durante el combate, Puma King, hijo de El Felino, se presentó luciendo un traje y una máscara de El Felino, distrayendo tanto el árbitro como a La Sombra el tiempo suficiente para que El Felino golpeara a Sombra en la entrepierna para así ganar el combate. Los dos volvieron a luchar en un Lighting match (Un combate a una caída, con un límite de 10 minutos) en la edición del 19 de febrero del CMLL Super Viernes. Otra vez Puma King trató de ayudar a su padre, pero esta vez el árbitro descalificó a El Felino por la interferencia. Después del combate principal del show del 21 de febrero entre Místico, La Máscara y Negro Casas contra Volador, Jr., Último Guerrero y Héctor Garza Místico retó a Volador, Jr. a una Lucha de Apuesta, entre los dos por sus respectivas máscaras. Durante el combate, La Sombra ayudó Volador, Jr's mientras que El Felino ayudó a Místico. En la edición del 26 de febrero de CMLL Super Viernes se anunció un combate entre Místico, Volador, Jr., La Sombra y El Felino en donde se enfrentarían en una Lucha de Apuesta de cuatro en el combate principal de la edición del 2010 de Homenaje a Dos Leyendas. La Sombra fue el primero al que vencieron en el combate de Dos Leyendas y El Felino fue el segundo, forzando a los dos a poner su máscara en juego. Después de un largo combate, La Sombra venció a El Felino. Después del combate, El Felino fue desenmascarado, y se anunció que su verdadero nombre era Jorge Luis Casas Ruiz.
El 14 de mayo de 2010, La Sombra hizo equipo con Máscara Dorada y La Máscara para vencer a los por entonces Campeones Mundiales de Tríos de la CMLL; Ola Amarilla (Hiroshi Tanahashi, Okumura y Taichi) en un combate sin el título de pro medio, pero que si el equipo de Sombra ganaba tendrían una oportunidad por el títul ola semana siguiente. Una semana después, el trío de Sombra derrotó al trío campeón, los Ola Amarilla convirtiendos así en los Campeones Mundiales de Tríos de la CMLL.
El 3 de septiembre de 2010, La Sombra, participó en El Juicio Final, lucha estelar de los festejos del 77 Aniversario del CMLL, en el cual estaban 13 luchadores más: Místico, El Alebrije, Volador Jr., Atlantis, Jushin Lyger, Último Guerrero, Averno, Mephisto, Mr. Niebla, Histeria, Psicosis, Ephesto y Olímpico. Este último terminó al final de la batalla con La Sombra ganando su máscara. En esta lucha con 2 técnicos y 12 rudos, La Sombra pudo levantarse con una máscara más a su cuenta y de gran peso. El 13 de septiembre se enfrentó a Volador Jr. en una lucha de apuestas, derrotándole y ganando su máscara. Pero el 17 de septiembre de 2015 pierde la máscara contra Atlantis, revelándose como Manuel Andrade Oropeza y El 19 de noviembre se da el comunicado que la sombra se marcharía a WWE, Dando su último encuentro contra su compañero de los ingobernables Rush.

### New Japan Pro Wrestling (2010-2015)
El 8 de mayo de 2010 se anunció que La Sombra había sido seleccionado para participar en el torneo Best of the Super Juniors XVII de la New Japan Pro Wrestling's (NJPW) que tendría lugar entre el 30 de mayo y el 16 de junio de 2010 en Japón. El 30 de mayo de 2010, La Sombra luchó su primer combate en el Best of the Super Juniors XVII, derrotando sorpresivamente a Tiger Mask IV, quien ha sido uno principales pesos Junior de la NJPW durante varios años. La Sombra también venció en el último día de la competición al icono, Jushin Liger. Sin embargo, solo ganó seis puntos al derrotar a Tiger Mask IV, Gedo y Liger, que no era suficientes puntos para avanzar a las semifinales. En un combate especial durante el torneo, La Sombra y Davey Richards derrotaron a Jushin Liger y Nobuo Yoshihashi.
En noviembre de 2010, La Sombra y Máscara Dorada participaron en el torneo de cinco días Super J Tag League. Tras ganar dos de sus cuatro combates, Sombra & Dorada acabaron en el tercer puesto, no pudiendo avanzar a la final. Sombra & Dorada regresaron a NJPW el 4 de enero e 2011 en el evento Wrestle Kingdom V, donde derrotaron a Jushin Liger & Héctor Garza, cubriendo Sombra a Liger y ganando con eso una oportunidad al CMLL World Middleweight Championship. Usó su oportunidad el 22 de enero de 2011 en Fantasticamania 2011, un evento conjunto entre NJPW y CMLL en Tokio, Japón, pero fue derrotado por Liger. Regresó a la promoción el 3 de julio como parte del torneo 2011 G1 Climax, que normalmente está reservado para luchadores de mayor peso. Empezó el torneo ganando a luchadores como Wataru Inoue o Strong Man, pero perdió las otras siete luchas, terminando el octavo de los diez luchadores de su bloque. Volvió a la empresa en enero de 2012 en el evento Fantasticamania 2012. Durante la primera noche del 21 de enero, se enfrentó junto a Hiroshi Tanahashi a Kazuchika Okada & Volador Jr, pero fueron derrotados. En el evento principal de la segunda noche, defendió con éxito el NWA World Historic Welterweight Championship contra Volador Jr. La Sombra regresó a New Japan en abril para participar en la 2012 New Japan Cup. Después de derrotar a Yoshi-Hashi en su lucha en primera ronda, fue eliminado del torneo en la segunda ronda por Hirooki Goto. En enero de 2013, participó en los tres eventos de Fantasticamania 2013. En el evento principal de la primera noche, el 18 de enero, derrotó junto a Tanahashi a Misterioso, Jr. & Shinsuke Nakamura. La noche siguiente desafió a Nakamura por el IWGP Intercontinental Championship, sin éxito. La tercera noche derrotó a Dragón Rojo, Jr., ganando el NWA World Historic Middleweight Championship. El 31 de mayo de 2013, derrotó a Nakamura en su revancha en Super Viernes, en México, para ganar el Campeonato Intercontinental de la IWGP. El 20 de julio, perdió el título ante Nakamura.

### WWE (2015-2021)

#### NXT Wrestling (2015-2018)
El 19 de noviembre de 2015, se anunció que Andrade había firmado un contrato de desarrollo con WWE. Se le enviaría al WWE Performance Center para empezar su carrera en WWE, centrándose inicialmente en mejorar su dominio del inglés con la ayuda de Sarah Stock, una entrenadora que trabajó para CMLL durante más de una década. Debutó en el ring en un house show en Tampa, Florida, el 8 de enero de 2016, luchando como Manny Andrade y derrotando a Riddick Moss. Hasta que se le cambiaría el nombre a Andrade "Cien" Almas y fue anunciado para debutar en NXT TakeOver: The End, donde derrotó a Tye Dillinger. Tras mantenerse invicto, en NXT Takeover: Brooklyn II, fue derrotado por Bobby Roode. El 7 de septiembre en NXT, fue derrotado por Austin Aries. El 21 de septiembre en NXT, fue derrotado por Cedric Alexander. Días después, Andrade y Alexander se aliaron para participar en el Dusty Rhodes Tag Team Classic.

El 5 de octubre, Andrade y Alexander fueron derrotados por The Revival. Al finalizar, Andrade atacó a Alexander, cambiando a heel.

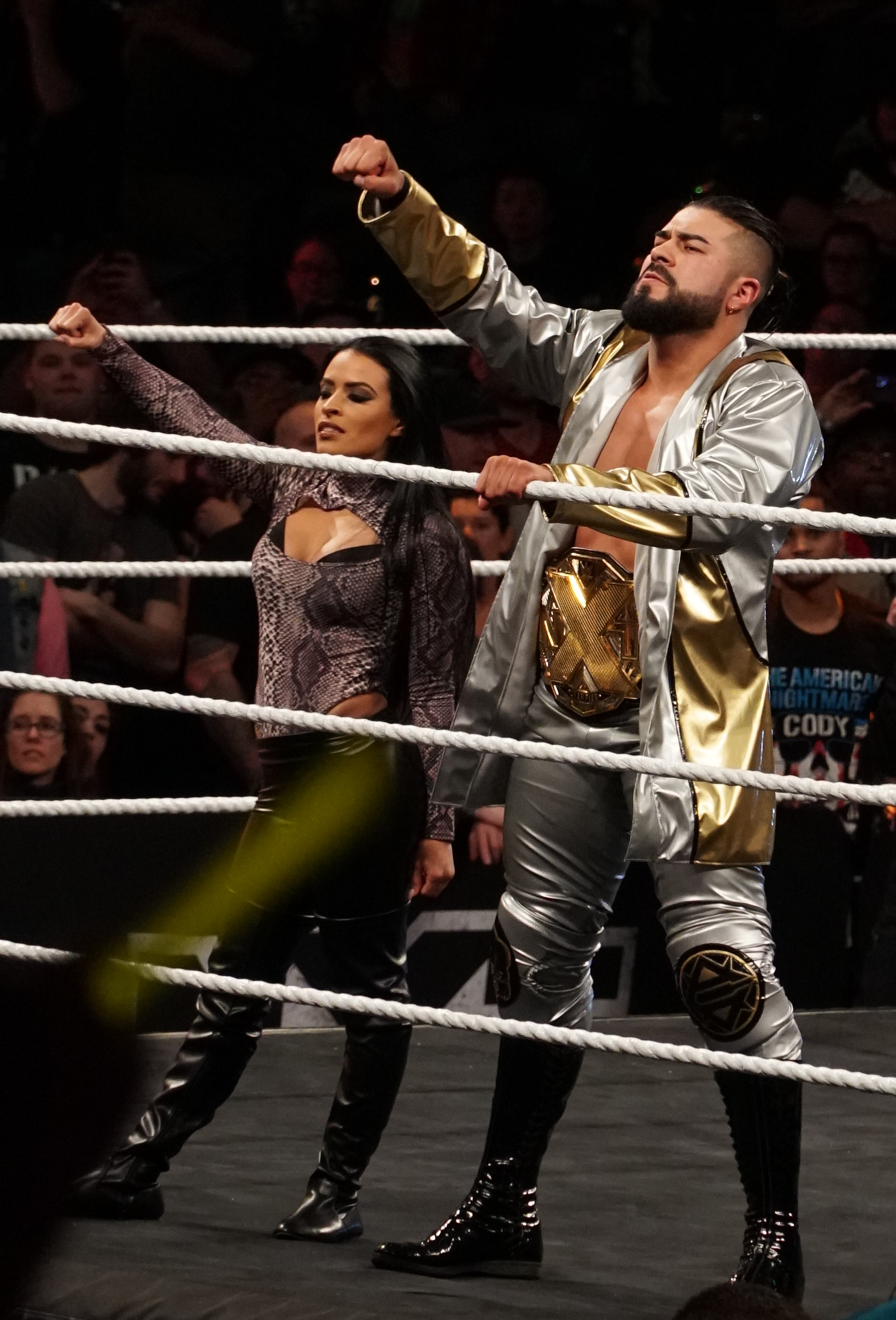
Almas como Campeón de NXT acompañado de su mánager Zelina Vega en NXT TakeOver: New Orleans en abril de 2018

En NXT TakeOver: San Antonio el 28 de enero de 2017, Andrade fue derrotado por Roderick Strong. En el episodio del 19 de julio de NXT, Andrade apareció con una mujer desconocida y atacó a Cezar Bononi antes de amenazar a No Way Jose, aunque Andrade se escapó cuando José regresó al ring. Tras estar ausente de la competencia en el ring, Andrade volvió acompañado por la mujer, que resultó ser su nueva mánager Zelina Vega, derrotando a No Way José en el episodio del 9 de agosto de NXT y organizando una lucha en NXT TakeOver: Brooklyn III contra Johnny Gargano el 19 de agosto, que Andrade ganó. Andrade regresó en el episodio del 11 de octubre de NXT, donde una vez más derrotó a Johnny Gargano. En el episodio del 1 de noviembre de NXT, Andrade firmó un contrato en el que obtenía un combate contra Drew McIntyre por el Campeonato de NXT, antes de atacarlo esa noche. El 18 de noviembre en NXT TakeOver: WarGames, Andrade derrotó a Drew McIntyre ganando el Campeonato de NXT.
El 27 de enero en NXT TakeOver: Philadelphia, Andrade defendió con éxito el título contra Johnny Gargano. La lucha de Andrade con Gargano en TakeOver: Philadelfia fue muy aclamada, al obtener cinco estrellas del periodista del boletín Wrestling Observer, Dave Meltzer, convirtiéndose en la primera lucha en la historia de NXT en recibir una calificación de cinco estrellas, así como el sexto de WWE y el primero desde la lucha de John Cena contra CM Punk en Money in the Bank 2011. El 28 de enero en Royal Rumble, Almas hizo su primera aparición en el roster principal al ingresar como participante sorpresa en el número 7 durante el Royal Rumble Match, en el que eliminó a Kofi Kingston antes de ser eliminado por Randy Orton.
El 3 de febrero, durante un Live Event de NXT, Andrade se asoció con Zelina Vega en su primera lucha como parte de la compañía, en la que fueron derrotados por Johnny Gargano y Candice LeRae. 
En el episodio del 21 de febrero de NXT, Almas defendió con éxito el título contra Johnny Gargano en una lucha Títle vs. Carrer donde, si Gargano hubiera perdido, se habría visto obligado a abandonar NXT.
El 8 de abril en NXT TakeOver: New Orleans, fue derrotado por Aleister Black, perdiendo el título.
El 18 de abril hicieron su última aparición de NXT donde Andrade acompañó a Zelina en su lucha contra Candice LeRae quien también acompañó a Johnny Gargano, donde Vega fue derrotada por LeRae.

#### 2018-2019
El 17 de abril en SmackDown Live, Almas fue reclutado como parte de WWE Superstar Shake-up, acompañado de su mánager Zelina Vega.
El día 15 de mayo de 2018 Almas debutó como superestrella de SmackDown, teniendo como oponente a Jake Constantino, el cual salió victorioso luego de aplicar su Hammerlock DDT.  
La semana siguiente Almas derrotó al jobber Kevin Bennett sin ningún problema. El 10 de julio, Almas derrotó a Sin Cara. El 15 de julio, en el Kick-off de Extreme Rules, Almas derrotó a Sin Cara nuevamente. Dos días después, fue derrotado por el Campeón de WWE AJ Styles siendo su primera derrota en el roster principal. La siguiente semana en SmackDown Live, Almas derrotó a Rusev.
El 2 de octubre en SmackDown Live, Almas junto con Vega, fueron derrotados por R-Truth y Carmella.
El 6 de noviembre en SmackDown Live, Almas fue derrotado por Rey Mysterio. El 13 de diciembre en SmackDown Live, Almas fue derrotado por Jeff Hardy. El 18 de diciembre en SmackDown Live, Almas y el Campeón de WWE Daniel Bryan fueron derrotados por AJ Styles y Mustafa Ali. El 25 de diciembre, Almas fue derrotado por Ali.
El 1 de enero de 2019 en SmackDown Live, Almas y Zelina Vega fueron derrotadas por John Cena y Becky Lynch en una lucha de parejas mixtas. El 8 de enero en SmackDown, Almas y Samoa Joe derrotó a Mustafa Ali y Rey Mysterio. En ese mismo mes, su nombre fue acortado simplemente a Andrade. El 15 de enero en SmackDown Live, Andrade logró derrotar a Rey Mysterio.
El 27 de enero participó en la Royal Rumble 2019 entrando con el número 19 y quedando entre los últimos 4 siendo eliminado finalmente por Braun Strowman. El 26 de febrero tuvo una oportunidad titular por el Campeonato de los Estados Unidos, en una triple amenaza en la que participó Rey Mysterio y el campeón R-Truth en un reto abierto, pero no tuvo éxito. participó nuevamente en una fatal de 4 esquinas por el campeonato, el 5 de marzo que tuvo los mismos participantes más Samoa Joe quien finalmente capturó el título. Tuvo otra oportunidad en Fastlane ante Mysterio, R-Truth y Joe, pero fue ganado por este último.
Participó en la André the Giant Memorial Battle Royal en el Kick Off de WrestleMania 35, eliminando a Chad Gable, Kalisto y a Apollo Crews, sin embargo, al eliminar a Crews se autoeliminó. Dos semanas después Andrade había sido traspasado a Raw debido al Superstar Shake-up y derrotó a Finn Balor debido a una interferencia de Zelina Vega. La semana siguiente en el episodio del 23 de abril de SmackDown, Bálor salió victorioso en una lucha de revancha contra Andrade, quien había sido traspasado nuevamente a SmackDown.
Andrade participó en el Money in the Bank Ladder match, pero el combate fue ganado por Brock Lesnar (quien fue añadido al combate de último momento como reemplazo de Sami Zayn). En el evento Super Show-Down, desde Jeddah, Arabia Saudita, Bálor defendió el Campeonato Intercontinental ante Andrade, usando su personaje de Demon King.
En el episodio del 14 de octubre de Raw, en la primera selección del Draft, Andrade fue traspasado a la marca Raw. El 21 de octubre se enfrentó a Sin Cara ganando por interferencia de Zelina Vega. La siguiente semana en Raw sin cara fue acompañado por Carolina para que se encargue de Zelina Vega durante su combate contra Andrade, sin Andrade obtuvo nuevamente la victoria. En el Kick-Off de Crown Jewel, participó en la 20-Man Battle Royal Match por una oportunidad al Campeonato de los Estados Unidos de AJ Styles, sin embargo no pudo conseguirlo.
El Raw del 9 de diciembre perdió su invicto en luchas individuales en la marca roja ante Humberto Carrillo perdiendo nuevamente contra el en el Kick Off de TLC, en el episodio del 16 de diciembre durante una Gauntlet Match, para decidir al retador del Campeonato de los Estados Unidos que ostentaba Rey Mysterio, Andrade atacó brutalmente a Humberto dejándolo inhabilitado para luchar y llevándose la Victoria debido a que su rival no podía luchar. Andrade reclamaría la oportunidad el 26 de diciembre de 2019 en un House Show en el Madison Square Garden, donde se llevaría la victoria y el título, siendo su primer título en el roster principal.

#### 2020-2021
Empezando el año, en el Raw del 6 de enero se enfrentó a Rey Mysterio en una revancha por el Campeonato de los Estados Unidos de la WWE, combate que ganó gracias a la interferencia de Zelina Vega, debido a esto se enfrentaron nuevamente en el Raw del 20 de enero, en un Ladder Match, que Andrade ganó y retuvo el Campeonato de los Estados Unidos, sin embargo después del combate intentó atacar a Mysterio pero fue atacado por Humberto Carrillo, reactivando su feudo con él, en torno al Campeonato de los Estados Unidos, ya que Carrillo lo retó a un combate por el Campeonato de los Estados Unidos de la WWE en Royal Rumble. En el Kick-Off de Royal Rumble, derrotó a Humberto Carrillo y retuvo el Campeonato de los Estados Unidos de la WWE, en el Raw posterior se enfrentó nuevamente a Humberto Carrillo por el Campeonato de los Estados Unidos de la WWE, sin embargo perdió por descalificación, pero el título no cambió de manos, por lo que Carrillo lo atacó después del combate, quedando lesionado(Kayfabe), después fue suspendido por 30 días por violar la políticas de bienestar de la empresa.
Andrade regresó en Super Show-Down, en el Tuwaiq Trophy Gauntlet Match, entrando de #3, pero fue eliminado por R-Truth. En el Raw posterior, junto a Angel Garza fueron derrotados por Humberto Carrillo & Rey Mysterio, luego de esto se pactó un combate por el Campeonato de los Estados Unidos de la WWE en Elimination Chamber. En Elimination Chamber, derrotó a Humberto Carrillo y retuvo el Campeonato de los Estados Unidos de la WWE, terminando el feudo contra Carrillo. En el Raw emitido el 16 de marzo, fue derrotado por Rey Mysterio en un combate no titular, la siguiente semana en Raw, junto a Angel Garza derrotaron a Cedric Alexander & Ricochet, posteriormente junto a Angel Garza comenzaron en un feudo contra The Street Profits(Angelo Dawkins & Montez Ford) por los Campeonatos en Parejas de Raw, sin embargo se lesionó, dejando a Garza con Austin Theory.
Regresó en el Raw emitido el 13 de abril, enfrentándose al Campeón de la WWE Drew McIntyre en un Champion vs. Champion Match, sin embargo perdió, la siguiente semana en Raw, derrotó a Akira Tozawa en un combate no titular, la siguiente semana en Raw, junto Angel Garza & Austin Theory fueron derrotados por Aleister Black, Apollo Crews & Rey Mysterio, más tarde esa noche en backstage fue encarado y abofeteado por Apollo Crews, pactándose un combate contra Apollo Crews por el Campeonato de los Estados Unidos de la WWE, más tarde esa noche, derrotó a Apollo Crews por stoppage y retuvo el Campeonato de los Estados Unidos de la WWE, causando una lesión en Crews(kayfabe), comenzando un feudo contra Apollo Crews por el Campeonato de los Estados Unidos de la WWE, en el Raw del 11 de mayo, volvió a enfrentarse al Campeón de la WWE Drew McIntyre en un Champion vs. Champion Match, sin embargo volvió a perder, la siguiente semana en Raw, junto a Angel Garza, Austin Theory & Zelina Vega fueron invitados del segmento «K.O. Show» de Kevin Owens, sin embargo fueron atacados por Owens & Apollo Crews, quien hacia su regreso después de su lesión(kayfabe), pactándose que junto a Angel Garza se enfrentarían a Apollo Crews
& Kevin Owens, sin embargo perdieron debido a un ataque inconscientemente de Austin Theory a Angel Garza, después del combate junto a Garza traicionaron y atacaron a Austin Theory, la siguiente semana en Raw fue derrotado por Apollo Crews perdiendo el Campeonato de los Estados Unidos de la WWE, terminando con su reinado de 151 días, la siguiente semana en Raw, junto a Angel Garza interfirieron en el combate entre Apollo Crews contra Kevin Owens por el Campeonato de los Estados Unidos de la WWE, posteriormente se enfrentaron a Apollo Crews & Kevin Owens, sin embargo perdieron, la siguiente semana en Raw, derrotó a Angel Garza y a Kevin Owens en una Triple Threat Match por una oportunidad por el Campeonato de los Estados Unidos de la WWE de Apollo Crews en Backlash. En el Kick-Off de Backlash, se enfrentó a Apollo Crews por el Campeonato de los Estados Unidos de la WWE, sin embargo perdió, terminando el feudo. A la noche siguiente en Raw, hizo presencia en el combate de su compañero Angel Garza contra Kevin Owens, sin embargo, debido a que distrajo al árbitro, Garza perdió ante Owens, comenzando a tener molestias el uno del otro, la siguiente semana en Raw, junto a Angel Garza atacaron a los Campeones en Parejas de Raw The Street Profits(Angelo Dawkins & Montez Ford), la siguiente semana en Raw, junto a Angel Garza derrotaron a The Viking Raiders(Erik e Ivar), más tarde esa noche en Raw, junto a Angel Garza fueron derrotados por The Big Show en un 2-On-1 Handicap Match, mostrando que no había compañerismo entre ambos, la siguiente semana en Raw, junto a Angel Garza & Randy Orton derrotaron a The Big Show & The Viking Raiders(Erik e Ivar), la siguiente semana en Raw, junto a Angel Garza se enfrentaron a The Viking Raiders(Erik e Ivar) en un Elimination Tag Team Match, eliminando a Erik, sin embargo fue eliminado por Ivar, al final Garza eliminó a Ivar, ganando ambos el combate, la siguiente semana en Raw, junto a Angel Garza fueron derrotados por Campeones en Parejas de Raw The Street Profits(Angelo Dawkins & Montez Ford) en un combate no titular, la siguiente semana en Raw, junto a Angel Garza derrotaron a The Viking Raiders(Erik e Ivar) y a Cedric Alexander & Ricochet en un Triple Threat Tag Team Match, ganando una oportunidad por los Campeonatos en Parejas de Raw de The Street Profits(Angelo Dawkins & Montez Ford) en SummerSlam, la siguiente semana en Raw, se enfrentó al Campeón en Parejas de Raw Montez Ford, sin embargo terminó sin resultado debido a que Ford no pudo continuar, más tarde esa noche, se supo que Ford fue envenenado y Bianca Belair culpó a Zelina Vega, la siguiente semana en Raw, fue derrotado por el Campeón en Parejas de Raw Angelo Dawkins y la siguiente semana en Raw, fue derrotado por el Campeón en Parejas de Raw Montez Ford que regresó después de que lo envenenaran(kayfabe). En SummerSlam, junto a Angel Garza se enfrentaron a The Street Profits(Angelo Dawkins & Montez Ford) por los Campeonatos en Parejas de Raw, sin embargo perdieron, en el Raw del 31 de agosto, junto a Angel Garza se enfrentaron a Campeones en Parejas de Raw The Street Profits(Angelo Dawkins & Montez Ford) en un Tornado Tag Team Match, sin embargo terminó sin resultado debido al ataque de RETRIBUTION, la siguiente semana en Raw, junto a Angel Garza fueron derrotados por los Campeones en Parejas de Raw The Street Profits(Angelo Dawkins & Montez Ford) en un combate no titular, durante el combate Garza lo abandonó, la siguiente semana en Raw, en backstage discutió con Angel Garza por abandonarlo la semana pasada y Zelina Vega se separó de ellos, después de eso, Andrade y Garza se atacaron mutuamente, la siguiente semana Raw, junto a Angel Garza derrotaron a Dominik Mysterio & Humberto Carrillo y a Seth Rollins & Murphy en un Triple Threat Tag Team Match, ganando una oportunidad por los Campeonatos en Parejas de Raw de The Street Profits(Angelo Dawkins & Montez Ford) en Clash Of Champions. En Clash Of Champions, junto a Angel Garza se enfrentaron a The Street Profits(Angelo Dawkins & Montez Ford) por los Campeonatos en Parejas de Raw, sin embargo volvieron a perder, terminando el feudo, a pesar de que levantó el brazo a la cuenta de 2, pero el árbitro no lo vio, durante el combate su compañero Garza se lesionó, a la noche siguiente en Raw, retó a cualquier luchador a un combate, enfrentándose a Keith Lee, sin embargo perdió, la siguiente semana en Main Event, derrotó a Akira Tozawa.
Fue dejado en libertad por la WWE el 21 de marzo de 2021.

### Lucha Libre AAA Worldwide (2021-2022)
El 1 de mayo de 2021 Andrade apareció en la empresa AAA en el evento de Rey de Reyes retando al Megacampeón de AAA Kenny Omega en lucha titular en TripleMania XXIX. En Triplemanía XXIX, fue acompañado por Ric Flair y se enfrentó a Kenny Omega por el Megacampeonato de AAA, sin embargo perdió debido a que Omega lo atacó con el título sin que el árbitro se diera cuenta seguido de un "One Winged Ángel".

### All Elite Wrestling (2021-2023)
El 4 de junio de 2021 apareció en el programa semanal, siendo presentado por su nueva mánager Vickie Guerrero. En el evento Road Rager el 7 de julio, Andrade hizo su debut en el ring derrotando a Matt Sydal. Más tarde ese mes, terminaría su afiliación con Vickie y presentó a su sobrino Chavo Guerrero como su nuevo mánager. En agosto, comenzó una rivalidad con Pac, que llevó a un combate en el episodio del 10 de septiembre de Rampage, que ganó Andrade; después del ello atacaría a Chavo, poniendo fin a su asociación. En el episodio del 6 de octubre de Dynamite, Andrade compitió en un Casino Ladder Match por una oportunidad en el Campeonato Mundial de AEW, pero Adam Page ganó el combate.
A finales de 2023, Andrade comenzó un feudo con Miro, quien tenía a CJ Perry como su cliente. Se enfrentó a Miro en AEW Worlds End el 30 de diciembre, perdiendo el combate. Este evento presentaría su última aparición en la programación de AEW; ya que el contrato expiraría a finales de 2023, lo cual fue confirmado por Tony Khan horas después.
En enero de 2024, el mismo Andrade anunció su salida de la empresa.

### Regreso a WWE (2024-presente)
El 27 de enero de 2024 en el evento Royal Rumble, Andrade hizo su regreso a WWE en la batalla real homónima entrando en el #4. En el episodio del 26 de abril de SmackDown, durante la primera noche del Draft de WWE, fue trasladado a la marca SmackDown.

## Vida personal
Desde inicios de 2018, mantuvo una relación con la luchadora profesional Charlotte Flair, con quien posteriormente se casó en México el 27 de mayo de 2022. Flair solicitó el divorcio en junio de 2024, y su separación se concretó en octubre del mismo año.

## Campeonatos y logros

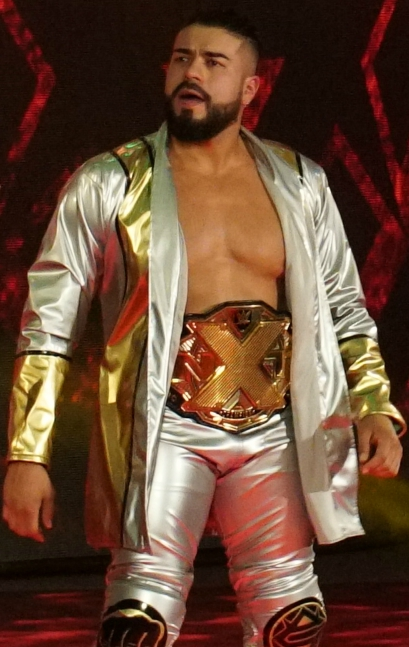
Andrade como Campeón de NXT.

- International Open Challenge World Champion (1 vez, actual)[101]
- CBS Sports
  - Lucha del año (2018) vs. Johnny Gargano en NXT TakeOver: Philadelphia[102]
- Consejo Mundial de Lucha Libre/CMLL
  - NWA World Welterweight Championship (1 vez)
  - Campeonato Mundial Histórico de Peso Medio de la NWA (1 vez)
  - Campeonato Mundial Histórico Peso Wélter de NWA (2 veces)
  - Campeonato Mundial de Parejas del CMLL (1 vez) – con Volador, Jr.
  - Campeonato Mundial de Tríos del CMLL (1 vez) – con Máscara Dorada & La Máscara[103]
  - Mexican National Trios Championship (1 vez) – con El Sagrado & Volador, Jr.
  - CMLL Universal Championship (2011)
  - La Copa Junior (2012)
  - Reyes del Aire (2013)
  - Torneo Gran Alternativa: (2007) – con Místico
  - Torneo Nacional de Parejas Increíbles (2013) – con Volador, Jr.[104]
- Lucha Libre Azteca/LLA
  - Campeonato Azteca de LLA (1 vez)
- New Japan Pro Wrestling/NJPW
  - IWGP Intercontinental Championship (1 vez)[25]
- World Wrestling Entertainment/WWE
  - NXT Championship (1 vez)[38]
  - WWE United States Championship (1 vez)
  - WWE Speed Championship (1 vez)
  - NXT Year–End Award por la lucha del año (2018) vs. Johnny Gargano en NXT TakeOver: Philadelphia
- Pro Wrestling Illustrated
  - Situado en el n.º 389 en los PWI 500 de 2007[105]
  - Situado en el n.º 192 en los PWI 500 de 2008[106]
  - Situado en el n.º 191 en los PWI 500 de 2009[107]
  - Situado en el n.º 91 en los PWI 500 de 2010[108]
  - Situado en el n.º 131 en los PWI 500 de 2011[109]
  - Situado en el n.º 121 en los PWI 500 de 2012[110]
  - Situado en el n.º 52 en los PWI 500 de 2013[111]
  - Situado en el n.º 119 en los PWI 500 de 2014[112]
  - Situado en el n.º 155 en los PWI 500 de 2015[113]
  - Situado en el n.º 131 en los PWI 500 de 2016[114]
  - Situado en el n.º 189 en los PWI 500 de 2017[115]
  - Situado en el n.º 13 en los PWI 500 de 2018[116]
  - Situado en el n.º 68 en los PWI 500 de 2019[117]
  - Situado en el n.º 27 en los PWI 500 de 2020
  - Situado en el n.º 176 en los PWI 500 de 2021
- Wrestling Observer Newsletter
  - Lucha 5 estrellas (2018) vs. Johnny Gargano en NXT TakeOver: Philaldelphia el 27 de enero

## Luchas de apuestas
| Apuesta    | Ganador              | Perdedor       | Ciudad                         | Fecha                    |
| ---------- | -------------------- | -------------- | ------------------------------ | ------------------------ |
| Máscara    | Briliante, Jr.       | Camora         | Torreón, Coahuila, México      | 2006                     |
| Cabellera  | Briliante, Jr.       | Zafiro (II)    | Gómez Palacio, Durango, México | 2006                     |
| Máscara    | La Sombra            | El Felino      | Ciudad de México               | 19 de marzo de 2010      |
| Máscara    | La Sombra            | Olímpico       | Ciudad de México               | 3 de septiembre de 2010  |
| Máscara    | La Sombra            | Volador Jr.    | Ciudad de México               | 13 de septiembre de 2013 |
| Máscara    | Atlantis             | La Sombra      | Ciudad de México               | 18 de septiembre de 2015 |
| Campeonato | Andrade "Cien" Almas | Johnny Gargano | Filadelfia                     | 1 de febrero de 2018     |